# 藤尾益雄
藤尾 益雄（ふじお みつお、1965年6月14日 - ）は、日本の実業家。神明代表取締役社長。元気寿司取締役会長。東果大阪取締役会長。ショクブン代表取締役会長。基幹事業である米穀から外食事業と6次産業化で川上から川下までの食のバリュー・チェーン構築事業と海外展開で「和食のプラットフォーム」化を目指している。

## 概要
1965年6月14日、兵庫県神戸市で創業家の4代目として生まれる。1989年、芦屋大学教育学部を卒業。株式会社神明に入社。2000年6月、常務取締役に就任。2003年6月、専務取締役に就任。2007年6月、代表取締役社長に就任。2010年4月26日、三菱商事との業務提携及び資本提携。11月29日、カッパ・クリエイトホールディングス代表取締役会長兼社長に就任。2014年6月、元気寿司取締役会長に就任。2015年8月13日、一般社団法人全日本コメ・コメ関連食品輸出促進協議会を設立。2016年1月22日、ワタミとの資本業務提携。4月12日、アスラポート・ダイニングとの資本業務提携。2017年3月31日、東果大阪取締役会長に就任。4月21日、ナチュラルアートとの資本業務提携。4月24日、Tokyo Onigiri Laboとの資本業務提携。5月26日、ショクブンとの資本業務提携。7月21日、雪国まいたけに出資。9月29日、スシローと元気寿司の経営を統合。11月17日、食品産業技術功労賞を受賞。2021年12月、株式公開の予定。

## 役職
- 株式会社神明きっちん代表取締役社長（米穀の搗精業）
- 株式会社神明ロジステック（貨物利用運送業）
- 株式会社ウーケ代表取締役会長（無菌包装米飯の製造・販売業）
- 株式会社神明アグリイノベーション代表取締役社長（6次産業化支援事業）[21]
- 株式会社Shinmei Delica（炊飯米の製造・販売業）
- 株式会社神明ファーム （農産物の生産・加工・販売）
- 元気寿司株式会社取締役会長（飲食店の経営）
- 東果大阪株式会社取締役会長（仲卸業者や買参人への青果物等の販売）
- 東京シティ青果株式会社取締役
- 株式会社ゴダック（水産物貿易事業）
- 株式会社神戸まるかん代表取締役会長（水産食品の加工・販売）
- SHINNEI U.S.A CORPORATION（米穀の輸出入・販売・外食事業・冷凍米飯）
- 成都栄町有限公司（食品の販売:中国）
- Shinmei Asia Limited（食品の販売:香港）
- 株式会社ショクブン代表取締役会長（食材宅配サービス）[22]
- 株式会社Tokyo Onigiri Labo（おにぎりプロデュース集団）[23]

## 出演番組
- 日経スペシャル カンブリア宮殿 回転寿司からユニーク炊飯器まで！ コメのプロ集団の革新的おいしい米ビジネス（2017年9月21日）[24]

### 動画
- 藤尾 益雄（株式会社神明ホールディング）2016年5月30日 - YouTube